# Revolução Siamesa de 1932

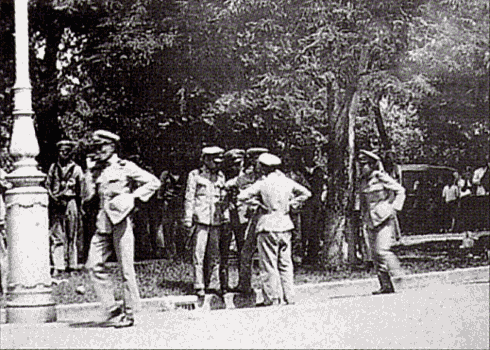
Soldados à espera de ordens no Royal Plaza, 24 de junho de 1932.

A Revolução Siamesa de 1932 ou Golpe de Estado siamês de 1932 (em tailandês: การ ปฏิวัติ สยาม พ.ศ. 2475 ou การ เปลี่ยนแปลง การ ปกครอง สยาม พ.ศ. 2475) foi um ponto crucial na  história tailandesa no século XX. A revolução ou o golpe de estado foi uma transição sem derramamento de sangue em 24 de junho de 1932, no qual o sistema de governo em Sião foi alterado de uma monarquia absolutista para a monarquia constitucional. A revolução foi provocada por um grupo de militares e civis, que formaram o primeiro partido político de Sião, Khana Ratsadon (Partido do Povo). A revolução terminou com 150 anos de absolutismo sob a Dinastia Chakri e quase 800 anos de domínio absoluto dos reis ao longo da história tailandesa. A Revolução foi produto da mudança histórica global, assim como as mudanças sociais e políticas domésticas. A revolução resultou também na primeira  Constituição.